# ダウンロードフォルダー
ダウンロードフォルダーは、OSのWindowsの機能（フォルダー）の一つ。
ブラウザまたはメールなどからダウンロードしたアプリケーションやファイル、PDFなどを保管するOSのWindowsの機能（フォルダー）の一つである。